# Cephalodiscidae
Famille
Les Cephalodiscidae sont une famille d'animaux ptérobranches de l'ordre des Cephalodiscida.

## Systématique
Le WoRMS attribue la famille des Cephalodiscidae, en date de 1905, au zoologiste britannique Sidney Frederic Harmer (1862-1950).
En revanche, l’ITIS l'attribue, en date de 1893, au zoologiste russe Vladimir Chimkevitch (1858-1923).

## Liste des genres
Selon World Register of Marine Species (21 février 2022) :
- genre Cephalodiscus M'Intosh, 1882
- genre † Pterobranchites Kozlowski, 1967

Selon BioLib (21 février 2022) :
- genre † Acoelothecia John, 1931
- genre † Aellograptus Obut, 1964
- genre Atubaria Sato, 1936
- genre Cephalodiscus M'Intosh, 1882
- genre † Eocephalodiscus Kozłowski, 1949
- genre † Melanostrophus Öpik, 1930
- genre † Pterobranchites Kozłowski, 1967

## Publication originale
- (en) Sidney F. Harmer et Siboga Expedition, « The Pterobranchia of the Siboga-expedition with an account of other species », Siboga-Expeditie, Leyde, Inconnu,‎ 1905 (OCLC 6860967, LCCN 05037141, DOI 10.5962/BHL.TITLE.11734).